# 世界地質図委員会
世界地質図委員会（せかいちしつずいいんかい、英: Commission for the Geological Map of the World (CGMW)、仏: Commission de la Carte Geologique du Monde (CCGM)）は、フランスのパリに本拠を置く、世界の大陸・海洋域における地質図類の編集の推進・調整・出版などを行う国際機関である。

## 概要
CGMW は、1881年の第2回万国地質学会議（英: International Geological Congress、IGC）において創設された委員会の一つである。
本委員会の活動は国際層序委員会 (ICS) との共同作業であり、また1961年設立の国際地質科学連合 (IUGS) とも連携している。当組織はフランス国法に準拠する非営利の科学・教育機関であり、ユネスコは CGMW をカテゴリーA の NGO と認定している。その地質図の多くがユネスコから資金援助を受けた共同出版である。
また地質図の出版以外の活動として、地図作成のデジタル化、国際標準化などを推し進めている。
CGMW には、120カ国の地質調査機関および地球科学関連機関が加盟している。
日本からは地質調査総合センターが加盟しており、自然災害地図分科委員会の委員長に選ばれている。総会は隔年で開催されている。
主な出版地図
- 全世界地質図、各大陸地質図
- Geologic WorldAtlas
- 全世界構造地質図、各大陸構造地質図
- 各大陸鉱床生成図、鉄鉱図、石炭図
- 水理地質図
- Tectonic Lexicon
- Metallogenic Lexicon
- 先第四紀火山岩層図
- 変成帯図